# Canary Wharf (metrostation)
Canary Wharf is een station van de metro van Londen aan de Jubilee Line dat is geopend op 17 september 1999. De gelijknamige stations van de Docklands Light Railway (DLR) en de Elizabeth Line liggen iets ten noorden van het metrostation. De naam dankt het station aan het naastgelegen gebouwencomplex Canary Wharf.

## Geschiedenis
Vóór de komst van de Jubilee Line hadden Londense Docklands te maken met een relatief slecht openbaar vervoer. De Jubilee Line zou in de plannen uit 1965 aan de oostkant van het centrum ten zuiden van de Theems lopen. De bouw van deze lijn begon aan de westkant en kwam niet verder dan Strand. In 1980 was al een wijziging van de Jubilee Line, de River Line option, goedgekeurd met metrostation Millwall op het Isle of Dogs iets ten zuiden van Canary Wharf. In 1981 werd de  London Docklands Development Corporation opgericht om het oude havengebied nieuw leven in te blazen. In 1982 gaf de regering het groene licht voor het zakencentrum Canary Wharf rond de West India Docks. Voor het vervoer door het oude havengebied werd de Docklans Light Railway (DLR) gebouwd. Hoewel het station Canary Wharf van de DLR sinds 1987 in bedrijf was, werd het in 1990 al duidelijk dat de DLR snel haar capaciteitsgrenzen zou bereiken. In 1990 werd besloten tot de bouw van het metrostation, dat uiteraard ook op een metrolijn aangesloten moest worden, bij Canary Wharf om de vervoerscapaciteit te vergroten. In 1992 volgde een nieuw tracébesluit, de Jubilee Line Extension, voor de Jubilee Line die daarin niet meer door de binnenstad maar via de zuidoever van de Theems tussen Green Park en Canary Wharf zou lopen.
Het metrostation was van meet af aan bedoeld als het paradepaardje van de Jubilee Line Extension en de opdracht voor het ontwerp ervan werd in 1990 gegund aan architect Sir Norman Foster. De Tarmac Group en Bachy UK richtten samen een werkmaatschappij op voor de bouw van het station. In een drooggelegd deel van het vroege havendok Middle Dock werd met de wanden-dakmethode een kuip van 24 meter diep, 35 meter breed en 265 meter lang gegraven. De omvang van de kuil leidde tot de vergelijking met een kathedraal en er is zelfs een keer een huwelijk voltrokken. Foster baseerde het ontwerp op eerder werk voor de metro van Bilbao, in de volksmond "Fosteritos" genoemd. De belangrijkste reden voor de enorme afmetingen van het station was echter het grote aantal verwachtte reizigers, namelijk 50.000 per dag. Het is het enige metrostation in Londen dat de reizigersstroom tijdens de spits kan verwerken. De voorspelling werd in 2006 overtroffen toen gemiddeld 69.759 op werkdagen werden geteld. Binnen tien jaar was het het enige station buiten zone 1 dat in de top 10 van reizigersaantallen stond.
Het station en de Jubilee Line Extension zelf werden gedeeltelijk bekostigd door de eigenaren van het Canary Wharf-complex,Canary Wharf Group (CWG) ,om het bereikbaarder te maken voor forenzen. De Canary Wharf-groep zegde een bijdrage van £ 500 miljoen toe voor een periode van 24 jaar. Ze waren echter teleurgesteld in de vervoerscapaciteit van het station en inderdaad werden na vijf jaar capaciteitsproblemen zichtbaar die aanpassingen noodzakelijk maakten. De eerste stap was de verlenging van de metrostellen van 6 naar 7 bakken hetgeen eind 2005 was uitgevoerd. De tweede stap was de verhoging van de frequentie op de Jubilee Line, waartoe het blokstelsel met vaste blokken werd vervangen door zwevende blokken met het S40 systeem van Thales. Aanloopproblemen en kinderziektes betekenden dat het systeem pas in 2011 in gebruik genomen werd, sindsdien is het mogelijk om 30 metro's per uur te laten rijden.
In een peiling van 2013 uitgevoerd door YouGov, werd het uitgeroepen tot het "meest geliefde" metrostation in Londen dat "ondanks zijn immense volume comfortabel en uitnodigend is". Vijf jaar na de opening bleek uit onderzoek dat door de bouw van het station de waarde van de grond in het gebied rond het station met 2 miljard Britse pond was gestegen.
In januari 2019 werd het station tijdelijk gesloten nadat iemand omkwam bij een val van een roltrap.

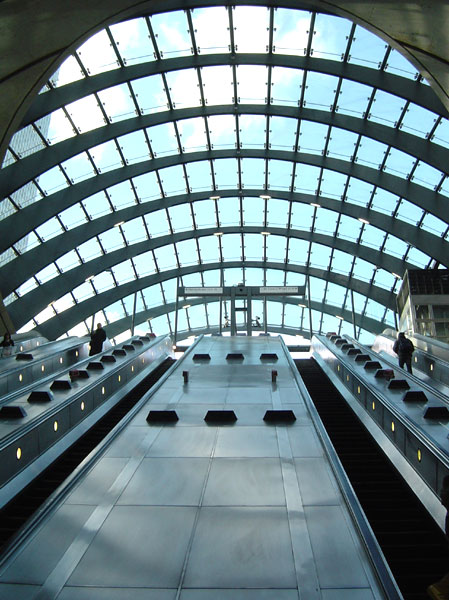
De roltrappen onder de overkapping
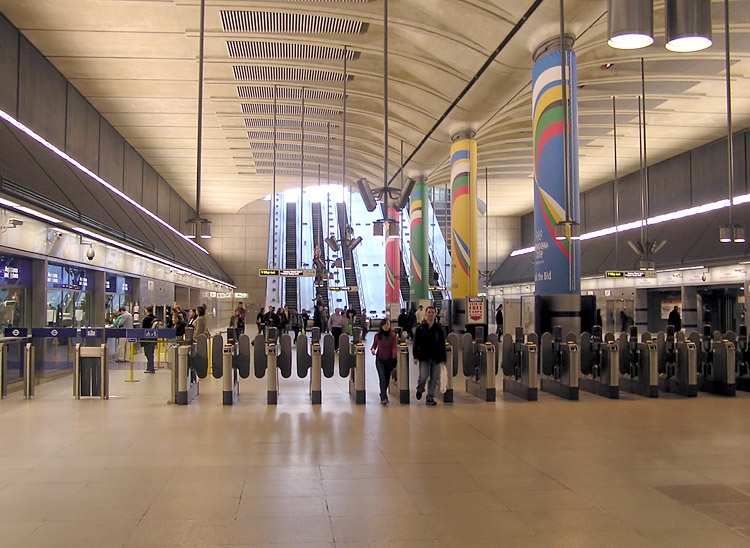
Stationshal met toegangspoortjes
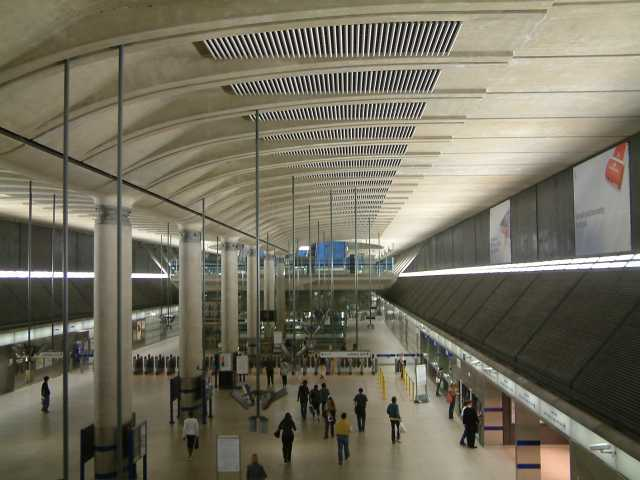
Stationshal en dak

## Ligging en inrichting
Het station ligt onder Jubilee Place een park tussen de kantorentorens rond het station. Bovengronds zijn alleen de drie toegangen met de gebogen glazen luifels te zien. Het was de bedoeling om het drooggelegde deel van het Middle Dock na oplevering van het station weer te laten vollopen. In verband met technische bezwaren werd hiervan afgezien en werd de voormalige bouwplaats omgebouwd tot park. Net als bij de andere ondergrondse stations van de Jubilee Line Extension is het eilandperron langs beide sporen voorzien van perrondeuren.
Het metrostation Canary Wharf bedient de groeiende zakenwijk Canary Wharf en is daardoor uitgegroeid tot een van de drukste stations van het metronet. De gelijknamige stations van de DLR en de Elizabeth Line zijn aparte stations. Zo ligt station Heron Quays voor voetgangers bovengronds dichterbij en het station van de Elizabeth Line ligt een havendok noordelijker. Het aanvankelijke idee om een inpandige overstap mogelijk te maken is niet uitgevoerd. De stations zijn echter wel ondergronds, via het winkelcentrum, verbonden en wie binnen twintig minuten na het afmelden op het ene station zich aanmeldt op het andere station hoeft niet opnieuw het instaptarief te betalen.
Door het kruiswissel aan de westkant van het perron is het mogelijk om metro's uit beide richting te laten keren. De metro's uit Stanmore kunnen vanuit het westen binnenrijden op het zuidelijke spoor en weer naar het westen vertrekken. De metro's uit Straford kunnen na binnenkomst doorrijden tot voorbij het kruiswissel en dan keren en vervolgens op het andere spoor het station binnenrijden voor de terugweg naar Stratford.

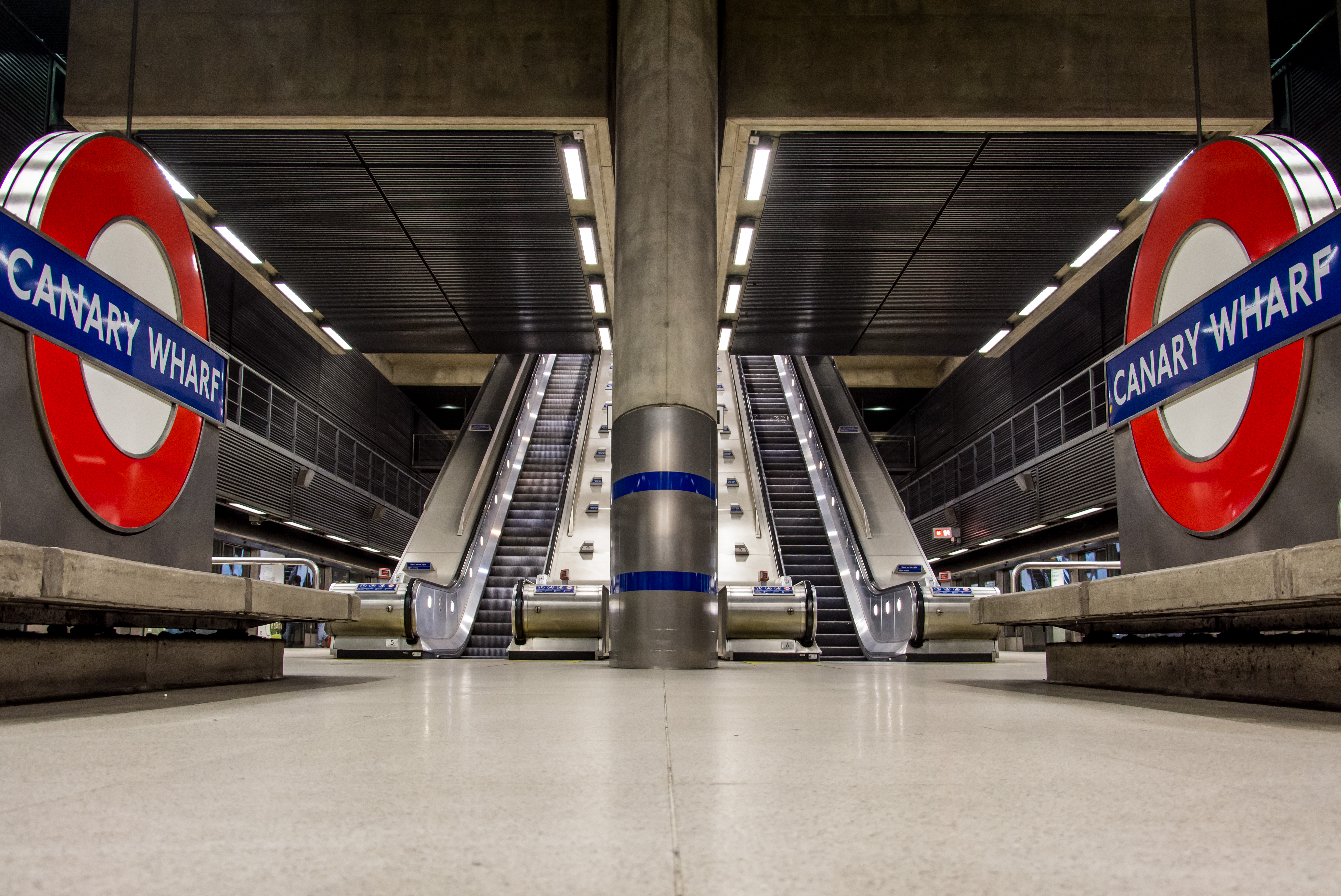
De onderkant van de roltrappen op het eilandperron
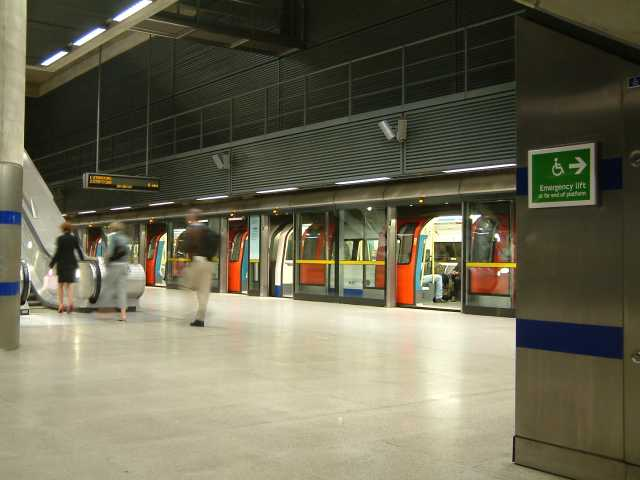
Een metrostel langs het perron achter de perrondeuren
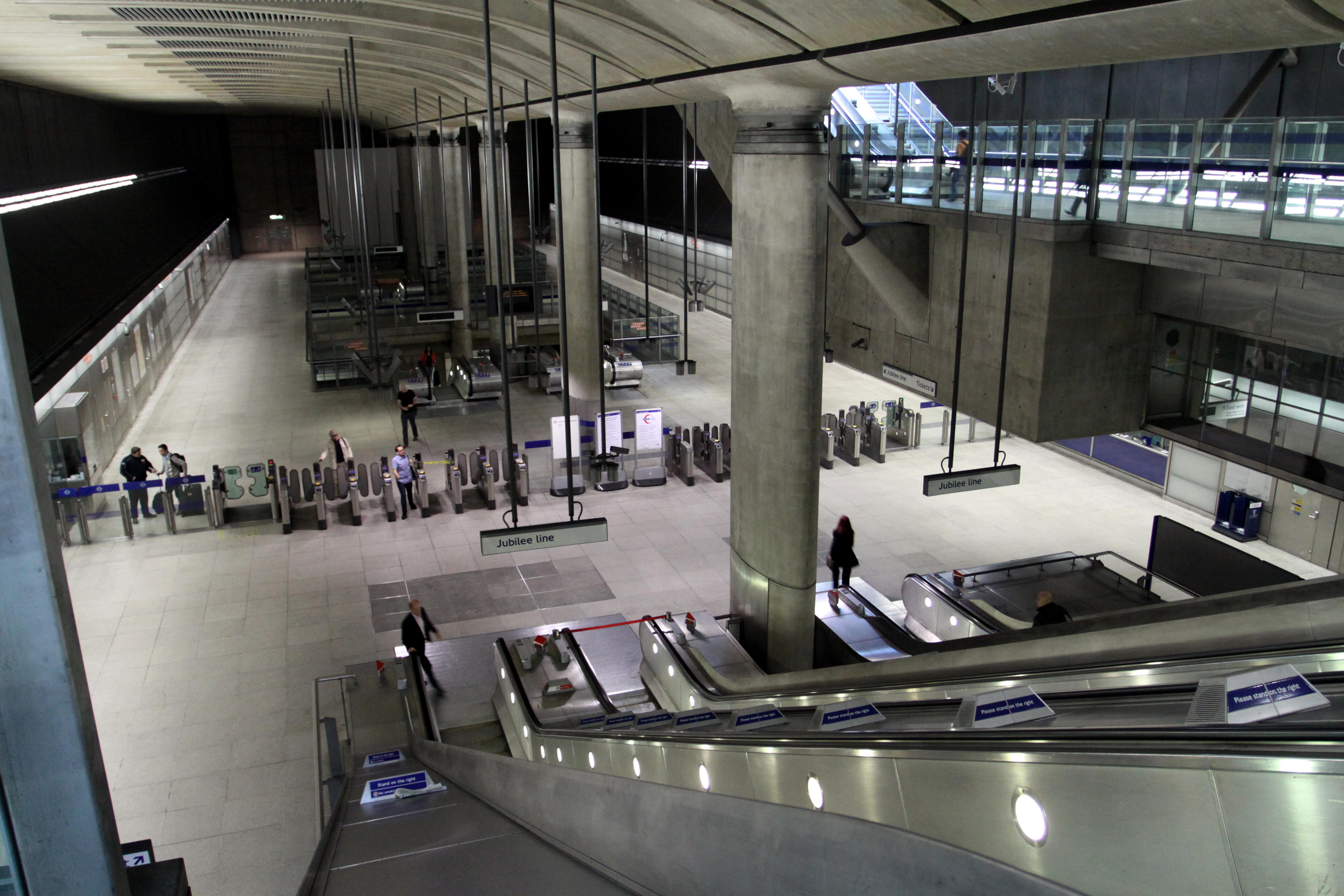
Het oostelijke deel van de stationshal onder Upper Bank street

## Reizigersverkeer
Elk jaar passeren meer dan 40 miljoen mensen het station, waardoor het na Stratford het op één na drukste is in de Londense metro buiten het centrum van Londen, en ook het drukste dat slechts één enkele lijn bedient.
De normale dienst buiten de spits is:
- 18 metro's per uur richting naar Stratford.
- 12 metro's per uur westwaarts naar Stanmore.
- 6 metro's per uur in westelijke richting tot Wembley Park.

De Night Tube, die op vrijdag- en zaterdagavond rijdt, werd geïntroduceerd in oktober 2016.
- 6 metro's per uur tussen Stanmore en Stratford in beide richtingen.

CWG heeft voorgesteld om de verlenging van de Bakerloo Line ten oosten van Elephant & Castle niet naar Lewisham maar via Surrey Quays en Canary Wharf naar Charlton te leggen. Volgens CWG is de Jubilee Line niet in staat het extra verkeer rond Canada Water door de projecten aldaar op te vangen. Daarnaast heeft CWG voorgesteld om een nieuwe metrolijn tussen Euston en Canary Wharf te bouwen als aansluiting op HS2.

## Cultuur
- Op 9 januari 2013 verscheen het station op een Britse postzegel van £ 1,28 als onderdeel van een serie ter herdenking van de 150e verjaardag van de eerste Londense metrorit. Op de postzegel staat "Jubilee Line at Canary Wharf" en "1999". De zegel met Canary Wharf vertegenwoordigde de modernste fase van de ondergrondse in een serie van zes zegels.
- Het station werd gebruikt als filmlocatie voor enkele scènes van Danny Boyle 's film 28 Days Later uit 2002 .
- In april 2016 werd het station Canary Wharf gebruikt als filmlocatie voor een keizerlijke basis in de Star Wars- film Rogue One. De opname op locatie vond plaats tussen middernacht en 4 uur 's ochtends, toen het station gesloten was voor het publiek, en werd becommentarieerd door Star Wars- fans via Twitter.

Stanmore ·
Canons Park ·
Queensbury ·
Kingsbury ·
Wembley Park ·
Neasden ·
Dollis Hill ·
Willesden Green ·
Kilburn ·
West Hampstead ·
Finchley Road ·
Swiss Cottage ·
St. John's Wood ·
Baker Street ·
Bond Street ·
Green Park ·
Westminster ·
Waterloo ·
Southwark ·
London Bridge ·
Bermondsey ·
Canada Water ·
Canary Wharf ·
North Greenwich ·
Canning Town ·
West Ham ·
Stratford